# František Kolenatý
František Kolenatý   (Praga, 29 de gener de 1900 - Praga, 24 de febrer de 1956) és un exfutbolista txec de la dècada de 1920.
Fou 28 cops internacional amb la selecció txecoslovaca amb la qual participà en els Jocs Olímpics d'Estiu de 1920 i 1924.
Pel que fa a clubs, defensà els colors d'Sparta Praga i Bohemians Praga.